# Passovia
Passovia é um gênero de plantas hemiparasitas pertencente à família Loranthaceae. No Brasil são conhecidas popularmente como ervas-de-passarinho. Das 21 espécies do gênero, 14 ocorrem no Brasil, sendo 3 destas endêmicas.